# La carta del Kremlin
 La carta del Kremlin  (The Kremlin Letter) és una pel·lícula estatunidenca dirigida per John Huston el 1969, estrenada el 1970. Ha estat doblada al català.

## Argument
El 1969, un grup d'espies-aventurers (la majoria identificats per malnoms) heteròclit, vingut dels Estats Units i dirigit per Ward, torna a Moscou. Entre ells es troben sobretot Charles Rone, un oficial de soldat d'infanteria de marina, 'B.A.', una jove de la qual Rone s'enamora, Warlock, un homosexual que fa jersei per relaxar-se, Janis que actua com a prostituta. La seva missió és de recuperar un document confidencial anomenat "La Carta del Kremlin", encobrint un acord oficiós entre els Estats Units i la Unió Soviètica, destinat a contrarestar la potencial amenaça militar de la Xina…

## Repartiment
- Bibi Andersson: Erika Kosnov
- Richard Boone: Ward, àlies 'Robert Stuydevant'
- Nigel Green: Janis anomenat 'La prostituta'
- Dean Jagger: El lladre
- Lila Kedrova: Sra. Sophie
- Micheál MacLíammóir:  'Douce Alice'
- Patrick O'neal: Charles Rone, àlies 'Yorgi'
- Barbara Parkins:  'B.A.'
- Ronald Radd: El capità Potkin
- George Sanders: Warlock
- Raf Vallone: El fabricant de nines
- Max von Sydow: El coronel Kosnov
- Orson Welles: Alexeï Bresnavitch
- Sandor Elès: El tinent Grodin
- Niall Macginnis: Erector Set
- Anthony Chinn: Kitai
- Guy Deghy: El professor
- John Huston: L'almirall
- Fulvia Ketoff: Sonia Potkin
- Vonetta MacGee: La negra
- Marc Lawrence: El sacerdot
- Cyril Shaps: El metge de la policia
- Christopher Sandford: Rudolph
- Hanna Maria Pravda: Sra. Kazar
- George Pravda: Kazar
- Ludmilla Dudarova: Sra. Potkin
- Dimitri Tamarov: Ilya
- Pehr-olof Sirén: El recepcionista
- Daniel Smid: El servidor
- Victor Beaumont: El dentista
- Steve Zacharias: Dittomachine
- Laura Forin: Elena
- Saara Ranin: La mare de Mikhail
- Sacha Carafa: Sra. Grodin
- Runa Sandlund (no surt als crèdits): Mikhail